# Pachedou
| G40 | A | V22 · d | V1 · D40 |

| G40 | A | V22 · d | V1 · D40 |

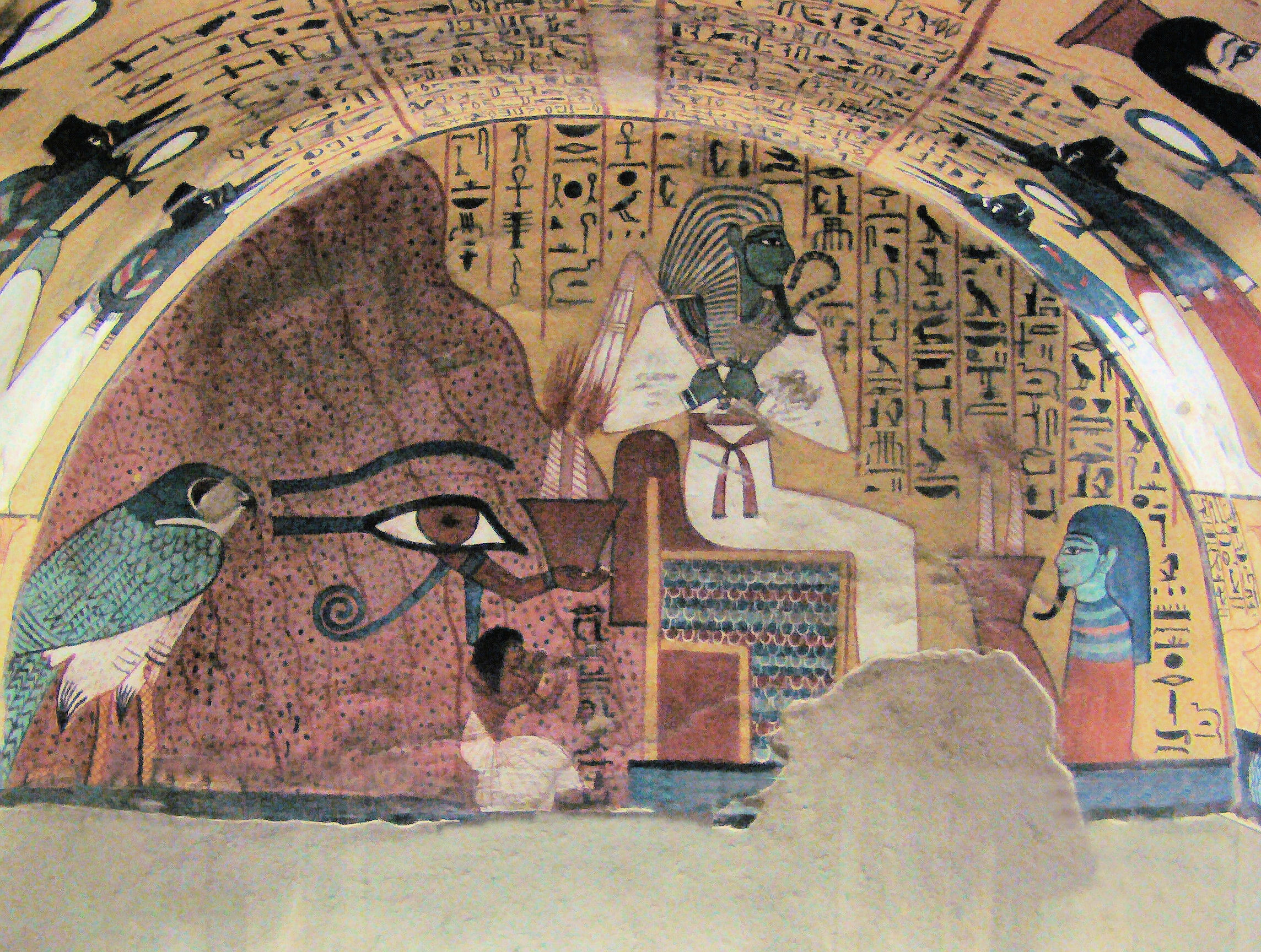
Tombe TT3

Pachedou, Pashedu ou encore Pached aurait été serviteur dans la Place de Vérité.
Sa tombe (TT3) se trouve dans la région thébaine, à Deir el-Médineh. Cette tombe est célèbre par sa scène qui illustre le défunt agenouillé au pied d'un palmier s'abreuvant.